# Aymée Nuviola
Aymée Regla Nuviola Suárez (La Habana, Cuba, 8 de enero de 1973), conocida como Aymée Nuviola, es una cantante, pianista, compositora, productora y actriz cubana. También es conocida por haber interpretado a Celia Cruz en la telenovela colombiana Celia.
Aymée Nuviola fue la primera latinoamericana en cantar en un segmento especial que muestra y destaca el género tropical históricamente, presentado en la transmisión de la 64.ª entrega de los premios GRAMMY, donde estuvo nominada con su trabajo discográfico “Sin Salsa No Hay Paraiso” en la categoría “Best tropical Latin album”. Elegida reina del carnaval de miami 2023,  festival de musía latina más grande de los estados unidos. En el transcurso de su carrera Aymee ha recibió diversas distinciones figurando en más de un listado de reconocimiento, según la revista “People en español” Aymee es una de las figuras más influyentes del 2021. Figuró también en “the top 100 Latin powerhouse. Elegida en 2021 as a Governor of the Florida Chapter of the GRAMMY® Recording Academy.
El pasado 3 de abril del 2022 Aymée recibió su tercer GRAMMY® al encontrarse ganadora en la categoría "Mejor álbum tropical tradiconal" con su trabajo dicografico "Live in Marciac" en coloboracion con el reconocido pianista cubano Gonzalo Rubalcaba, El 26 de enero de 2020 recibió el Premio Grammy® al Mejor Álbum Tropical con A Journey Through Cuban Music. Es el primer cantante de origen cubano en ser Nominado al Grammy® en la categoría de Mejor Álbum de Jazz Latino 2020, con el Álbum Viento y Tiempo Live at Blue Note Tokio, en colaboración con el maestro pianista, productor y compositor Gonzalo Rubalcaba anterior a esto en el año 2019 fue nominada al Grammy® en la categoría de Mejor Álbum Tropical Tradicional.
Como anillo al dedo, es el fonograma con el cual recibe el Grammy® Latino en el 2018 al Mejor Álbum de Fusión Tropical y en el año 2014 nominada al Grammy® Latino y Grammy® 2015 con el álbum First Class to Havana como Mejor Álbum Salsa y Mejor Álbum Tropical.  También ha colaborado en múltiples álbumes ganadores de Grammy®.
A finales del año 2016, alcanzó el # 1 en la lista Billboard®  Tropical con el tema Bailando todo se olvida y en el año 2010 fue nominada a los premios Billboard®, fruto de su primera producción en los Estados Unidos Corazón Sonero; por tres años consecutivos, 2014, 2015, 2016 fue nominada al concurso Cubadisco (Cuba), como mejor cantautora y mejor álbum de música popular con las producciones En la intimidad, First Class to Havana y El regreso a La Habana este último producido por el maestro Sergio George.

## Biografía
Nació en el barrio de San Leopoldo de La Habana, su madre, Adelaida Elisa Suárez Hernández era profesora de historia y jefa de cátedra de turismo en la escuela del Hotel Sevilla en La Habana, colateralmente, daba clases de piano en su casa y componía canciones infantiles. Su padre, Nelson Vicente Nuviola Bofill, es Ingeniero Industrial y cantante aficionado. Aymée Nuviola compartió su infancia con sus tres hermanos, Lourdes, Alexander y Nelson y con sus primos Renón, José Ángel y Mercita.
Nacida en una familia de músicos, comenzó a tocar piano a la edad de 3 años, posteriormente se graduó del Conservatorio Manuel Saumell de La Habana; Desde niña Aymée componía y cantaba acompañándose con el piano e inspirada en la obra de Benny Moré, Elena Burke, Omara Portuondo, José Antonio Méndez entre otros. Con estas influencias, llegó a ser la voz en varias grabaciones de grupos como “Irakere” y “NG La Banda”. Posteriormente, ella y su hermana Lourdes, fueron las cantantes de la agrupación de música cubana “Pachito Alonso y sus Kini Kinis”.
Con 9 años de edad comenzó a cantar profesionalmente junto a su hermana Lourdes, conformando el dúo “Las hermanas Nuviola”, nombre con el que ambas se dieron a conocer en su país natal Cuba, donde ganaron el concurso “Todo el mundo canta”.
La música de Aymée es una fusión entre géneros como el Jazz, la Timba, el Son, el Guaguancó, la Guaracha y la Charanga, todos estos adornados con colores electrónicos urbanos. Aymée también incursiona en géneros como Bolero, Filin, Bossa nova y la canción romántica. No obstante, fue con la salsa y la Timba feroz (género en el cual es una de sus fundadoras) como se dio a conocer internacionalmente.
Aymée ha participado en festivales de Jazz como el North Sea Jazz Festival en Róterdam y ha actuado prácticamente en los cinco continentes, desde su isla natal Cuba hasta México, Chile, Colombia, Argentina, Uruguay, Panamá, Brasil, España, Italia, Francia, Holanda, Hungría, y en varios lugares de Estados Unidos, incluyendo los emblemáticos Madison Square Garden, The Dolby Theatre in Hollywood y el Adrienne Arsht Center de Miami entre otros.
En el año 2015, fue invitada a participar en el evento audiovisual más importante de Puerto Rico, "El especial de Navidad del Banco Popular".
En el año 2016, se le entregó la llave de la ciudad de Miami y el alcalde Tomas Regalado proclamó el día 10 de febrero como el día de Aymée Nuviola en la ciudad de Miami, distinción que repitió el alcalde de la ciudad de Houston, Sylvester Turner proclamando el 14 de octubre de 2016 como el día de Aymée Nuviola en esa ciudad.

### Vida privada
En el año 2010, Aymée conoció a Paulo Simeón, un productor y director de Televisión y Radio, (actualmente es su representante universal) con quien tuvo un noviazgo de un año antes de contraer matrimonio. No tienen hijos biológicos, pero ambos consideran a una colombiana llamada Lolys Barrios como tal.  Paulo es padre de dos hijas biológicas llamadas Oliva y Zoey.
En el año 1998, Aymée, aunque criada y educada como católica, se convirtió al protestantismo.

### Filantropía
Aymée, lleva más de 14 años cooperando de forma gratuita con La Liga Contra el Cáncer en la ciudad de Miami, colabora con organizaciones humanitarias como USAID, Amnistía Internacional para la protección de los derechos humanos también colabora  con 305 Pink Pack para combatir el cáncer la organización Walk Now for Autism Speaks y con varias organizaciones de ayuda a Colombia, Venezuela y Puerto Rico, para este último, fue parte de la recaudación y distribución de un avión privado proveído por Gregory Elías y Top Stop Music, con más de tres toneladas de alimentos para los damnificados del Huracán María en la isla, así como escribió y después grabó junto al cantante Rey Ruíz, el tema: “Pa’lante Puerto Rico", el cual donó todo los derechos de autoría y distribución para recaudar fondos para los damnificados de dicho huracán.

## Discografía

### Álbumes
- Havana Noctorne  (2023)

1. «Imágenes» feat kemuel Roig
2. «Novia Mía» feat kemuel Roig
3. «Me Faltabas Tú» feat kemuel Roig
4. «Obsesión» feat kemuel Roig
5. «Realidad y fantasía» feat kemuel Roig
6. «Rosa mustia» feat kemuel Roig
7. «El jamaiquino» feat kemuel Roig
8. «Quédate » feat kemuel Roig
9. «Tu No Sospechas» feat kemuel Roig
10. «Perfidia» feat kemuel Roig
11. «De la misma Forma» feat kemuel Roig
12. «Me Contaron De Ti» feat kemuel Roig
13. «Vete De Mí» feat kemuel Roig

- Sin Salsa No Hay Paraiso  (2021)

1. «Colombia»
2. «Día Tras Día»
3. «La Tierra der Olvido»
4. «Besos Usados»
5. «La Gota Fría»
6. «Enfermedad de Ti» feat Maía
7. «El Arroyito»
8. «Te Busco» feat Majida - Paula Arena
9. «No Te Pido Flores» feat Fanny Lu

- Viento Y Tiempo - Live at Blue Note Tokyo  (2020)

1. « Rumba Callejera (En Vivo)»
2. «El Güararey de Pastora (En Vivo)»
3. «El Manisero (En Vivo)»
4. «El Ciego (En Vivo)»
5. « Rompiendo la Rutina (En Vivo)»
6. «Bemba Colorá (En Vivo)»
7. «Lágrimas Negras (En Vivo)»
8. «Viento y Tiempo (En Vivo)»

- A Journey Through Cuban Music (2019)

1. « Chan Chan»
2. «Consuélate Como Yo»
3. «Dale Tumba»
4. «Donde Estabas Anoche»
5. « Tres Palabras»
6. «El Bodeguero y Pepe Cabecita»
7. «El Manisero»
8. «Ese Atrevimiento»
9. « La Caminadora »
10. «Lagrimas Negras»
11. «Somos Cubanos»
12. «Taxista»
13. «Yo Soy el Punto Cubano»

- Como anillo al dedo (2017)[19][20][21]

1. «Pa’ que la gente se entere»
2. «Soy yo quien te enseñó»
3. «Lo que tú me pidas»
4. «Rumba de la buena»
5. «Donde está el billete»
6. «Dame un like»
7. «Como anillo al dedo»
8. «Quedamos en paz»
9. «Quiero enamorarme»
10. «Bailando todo se olvida»

- El Regreso a La Habana (2016)[22][23][24]

1. «La vida es un carnaval»
2. «La negra tiene tumbao»
3. «Te busco»
4. «Toro mata»
5. «Yerbero moderno»
6. «Quimbara»
7. «Burundanga»
8. «Vieja luna»
9. «Bemba colora»
10. «Cúcala»
11. «Mi so den boso»

- First class to Habana (2014)[25][23][24]

1. «Paco»
2. «Tú sí vives contento»
3. «El espacio»
4. «De La Habana hasta aquí»
5. «Foto de familia»
6. «Yo te quiero un montón»
7. «El ratón»
8. «Un amor genial»
9. «Brindemos»
10. «Yo soy así»
11. «La Habana y tú»

- En La Intimidad (2013)[26][27][28]

1. «Si me vas a amar»
2. «Gracias por el consuelo»
3. «Me equivoqué»
4. «Tú no te das cuenta»
5. «Contigo»
6. «Confía en mí»
7. «Nada quedó»
8. «Nada es para ti»
9. «Ya no creo en ti»
10. «Quédate»
11. «Sin ver el final»
12. «Fiesta»
13. «La niña que yo más quiero»

- Corazón Sonero (2008)[29][30]

1. «Salsa con timba»
2. «Amor de película»
3. «Un poco de salsa»
4. «Nada quedó»
5. «Mejor tarde que nada»
6. «Algo más que amigos»
7. «Para no verte más»
8. «Bandido»
9. «Yo sé que es mentira»
10. «En guayabero»

### Sencillos
- 2019: «Donde Estabas Anoche»Feat.Septeto Santiaguero[31]
- 2017: «Rumba de la buena»[31][32]
- 2016: «Bailando todo se olvida» Feat. Baby Rasta & Gringo[33][34]
- 2016: «La negra tiene tumbao» Feat. Kat Dahlia[35]
- 2014: «El espacio»[36]
- 2013: «Fiesta»[37]
- 2013: «Ya no creo en ti»[38]
- 2008: « Salsa con timba»[39]

### Colaboraciones
- Pan Para Yolanda (Feat.Melendi)
- Pa’ lante Puerto Rico (Feat. Rey Ruiz)[40]
- Sunny (Feat. Negroni’s Trío)[41]
- Bailando todo se olvida (Feat. Baby Rasta & Gringo)[42]
- Si no hay capitán (Feat. Gerley, Andy Montañez, El Canario)[43]
- La negra tiene tumbao (Feat. Kat Dahlia)[44]
- Pa’ chuparse los dedos (Feat. Palo)
- Cachita (Feat. Charlie Aponte)[45][46]
- De La Habana hasta aquí (Feat. Gonzalo Rubalcaba)[47][48]
- La Habana y tu (Feat. Alexis Valdés)[49]
- Tu si vives contento (Feat. El Mola)
- Foto de familia (Feat. Ed Calle)[50]
- Metiste la pata (Feat. Septeto Santiguero)[51]
- Me sabe a Azúcar (Feat Andy Montañez
- Di Mi Nombre (Feat. Alfredo Triff)
- Palabra (Feat. Alfredo Triff)
- Convergencia (Feat. Alfredo Triff)
- Pa’lla (Feat. El Mola)

### Sellos discográficos
- Top Stop Music
- Sony Music Latin
- Valorty Records
- Select-O-Hits
- Worldwide Entertainment

## Filmografía

### Telenovelas
| Año       | Telenovela | Personaje                                                     |
| --------- | ---------- | ------------------------------------------------------------- |
| 2015-2016 | Celia      | Úrsula Hilaria Celia Caridad Cruz Alfonso / Celia Cruz Adulta |

### Documentales
| Documental             | Productor                  | lugar | Director     |
| ---------------------- | -------------------------- | ----- | ------------ |
| El Regreso a La Habana | Gegory Elías/ Paulo Simeón | Cuba  | Paulo Simeón |

### Videografía
| Canción                 | Productor                    | lugar     | Director        |
| ----------------------- | ---------------------------- | --------- | --------------- |
| Donde andabas anoche    | Paulo Simeón                 | Cuba      | paulo Simeón    |
| Dame un like            | Paulo Simeón                 | Miami     | paulo Simeón    |
| Donde esta el billete   | Paulo Simeón                 | Miami     | karol willian   |
| Rumba de la buena       | Paola Fallas                 | Miami     | Paola Fallas    |
| Bailando todo se olvida | Julio E. Pérez/Paulo Simeón  | Cuba      | Paulo Simeón    |
| La negra tiene tumbao   | Paolo Croce                  | Miami     | Paolo Croce     |
| El espacio              | Sebastian Sorin              | Argentina | Sebastián Sorin |
| Te quiero un montón     | Julio E. Pérez               | Miami     | Paulo Simeón    |
| Sin ver el final        | Edwin Gonzáles /Paulo Simeón | Miami     | Paulo Simeón    |
| Me equivoqué            | Justo Piñero                 | Miami     | Paulo Simeón    |
| Quédate                 | Justo Piñero                 | Miami     | Paulo Simeón    |
| Gracias por el consuelo | Justo Piñero                 | Miami     | Paulo Simeón    |
| Fiesta                  | Justo Piñero                 | Miami     | Paulo Simeón    |
| Ya no creo en ti        | Justo Piñero                 | Miami     | Paulo Simeón    |

## Premios y nominaciones
| Año  | Premio               | Álbum                            | Categoría                                  | Resultado |
| ---- | -------------------- | -------------------------------- | ------------------------------------------ | --------- |
| 2010 | Billboard Latino ®   | Corazón sonero                   | Artista tropical airplay del año, femenino | Nominado  |
| 2014 | Grammy latino ®      | First class to Havana            | Mejor álbum de salsa                       | Nominado  |
| 2014 | Cubadisco            | En la intimidad                  | Mejor cantautora                           | Nominado  |
| 2015 | Grammy ®             | First class to Havana            | Mejor álbum tropical                       | Nominado  |
| 2015 | Cubadisco            | First class to Havana            | Mejor álbum de música tropical             | Nominado  |
| 2016 | Cubadisco            | El Regreso a La Habana           | Mejor álbum de música tropical             | Nominado  |
| 2018 | Grammy latino ®      | Como anillo al dedo              | Mejor álbum fusión tropical                | Ganador   |
| 2018 | Cubadisco            | Como anillo al dedo              | voces de música bailable                   | Nominado  |
| 2019 | Grammy latino ®      | A Journey Through Cuban Music    | Mejor álbum tropical tradicional           | Nominado  |
| 2019 | Grammy ®             | A Journey Through Cuban Music    | Mejor álbum tropical                       | Ganadora  |
| 2020 | Grammy ®             | Vienyo y Tiempo                  | Bets latín jazz Álbum                      | Nominado  |
| 2021 | Grammy ®             | Sin Salsa No Hay Paraiso         | Bets Tropical latín Álbum                  | Nominado  |
| 2022 | Grammy latino ®      | Live in Marciac                  | Mejor álbum tropical tradicional           | Ganadora  |
| 2023 | JJA Jazz Awards ®    | Live in Marciac                  | Dúo del Año                                | Nominado  |
| 2023 | Premios Juventud ®   | Pan Para Yolanda                 | Tropical Mix                               | Nominado  |
| 2024 | Premios Lo Nuestro ® | Mejor Artista del Año - Tropical |                                            | Nominado  |

## Escenarios importantes
- Premios Lo Nuestro  2023
- Premios Gammys 2022
- Ziff Ballet Opera House, Adrienne Arsht Center (03/20/2021)  Gonzalo Rubalcaba
- Blue Note Tokio (17,18,19/08/20) Gonzalo Rubalcaba
- “North Sea Jazz Festival”, Curazao (1/09/2019)
- "Artes de Cuba, Kennedy Center Washington D. C.   (8,13/04/2019)
- Blue Note New York (25,26,27/04/2018) Chucho Valdés y el grupo Irakeré
- Teatro de verano, Montevideo (21/10/17) Gilberto Santa Rosa[60]
- “North Sea Jazz Festival”, Holanda (14/07/2017)[61]
- Teatro Leal, La Laguna (16/06/2017)[62]
- ”A lo Grande” Sinfónico, Santo Domingo (10/05/2017) Rey Ruiz[63]
- ”Cuatro pianos para Meme”, Teatro Manuel Artime, Miami (23/05/2017) Meme Solis
- ”Hollywood Salsa Festival”, Miami (8/05/2017)[64]
- ”De Cuba Soy”, Santiago de Chile (16/11/2016)
- ”Latin AMAs” (06/10/2016) Baby Rasta & Gringo
- ” Curacao North Sea Jazz festival” (02/06/2016) Charlie Aponte*[65]
- ”Día Nacional de la Salsa”, Puerto Rico (2016) Charlie Aponte*[66]
- ”Feria de Cali”, Cali (26/12/2015)[67]
- ”Tributo a Celia”, Adrienne Arsht Center Miami (19/9/15) Diego El Cigala
- ”Latin AMAs” (09/10/2015)
- ”Salsa Gigants” (2014) Sergio George